# Ferme de la Bourlière
La ferme de la Bourlière est une ferme située à Chevroux, en France.

## Localisation
La ferme est située dans le département français de l'Ain, sur la commune de Chevroux.

## Historique
La ferme est inscrite au titre des monuments historiques en 1925.